# 曹进德
曹进德（1963年— ），男，安徽和县人，享受国务院特殊津贴专家，现任东南大学首席教授、数学学院院长、博士生导师。

## 生平
1986年毕业于安徽师范大学获理学学士学位。1986年至1989年在昆明理工大学应用数学专业攻读硕士研究生，1989年3月获云南大学理学硕士学位。1996年至1998年，在四川大学应用数学专业攻读博士研究生获理学博士学位。1989年至2000年，在云南大学任教。2001年至2002年，在香港中文大学从事博士后研究。2000年至今，在东南大学任教。现任东南大学校学术委员会副主任委员、理学部主任、数学学院院长、江苏省网络群体智能重点实验室主任、复杂系统与网络科学研究中心主任。

## 学术贡献
长期从事复杂网络与复杂系统、神经动力学与优化、多智能体系统研究，主持国家自然科学基金项目9项（含重点项目1项）、教育部博士点基金3项，研究成果作为国家自然科学基金项目成果巡礼写入国家自然科学基金委2009年年度报告。发表ESI高被引论文近百篇，其中8篇论文获中国百篇最具影响优秀国际学术论文。

## 社会兼职
中国工业与应用数学学会常务理事、复杂网络与复杂系统专委会副主任委员，中国数学会理事，中国运筹学会理事，教育部高等学校数学类专业教学指导委员会成员，江苏省高校数学联盟理事长，江苏省工业与应用数学学会理事长，江苏省运筹学会副理事长；《应用数学》、《控制与决策》、《应用数学和力学》等期刊编委。

## 奖项与荣誉
- 2007年，获教育部自然科学二等奖（第一完成人）[3]
- 2010年，获江苏省科学技术一等奖（第一完成人）[4]
- 2014年，获首届“汤森路透中国引文桂冠奖”
- 2015年，当选电气电子工程师学会会士（IEEE Fellow）
- 2016年，当选欧洲科学院院士[5]
- 2016年，获教育部自然科学二等奖（第二完成人）[6]
- 2017年，获首届“全国创新争先奖”[7]
- 2017年，当选巴基斯坦科学院外籍院士[8]
- 2018年，当选欧洲科学与艺术院院士[9]
- 2019年，当选国际系统与控制科学院院士[10]
- 2020年7月，当选俄罗斯自然科学院外籍院士[11]
- 2020年9月，当选非洲科学院院士[12]
- 2020年10月，当选立陶宛科学院外籍院士[13]
- 2020年11月，当选俄罗斯工程院外籍院士[14]
- 2020年12月，当选国际工程技术协会杰出会士（IETI Fellow）[15]
- 2022年6月，当选俄罗斯科学院外籍院士[16]
- 2024年，获江苏省五一劳动奖章[17]